# Stadhuis van Hasselt

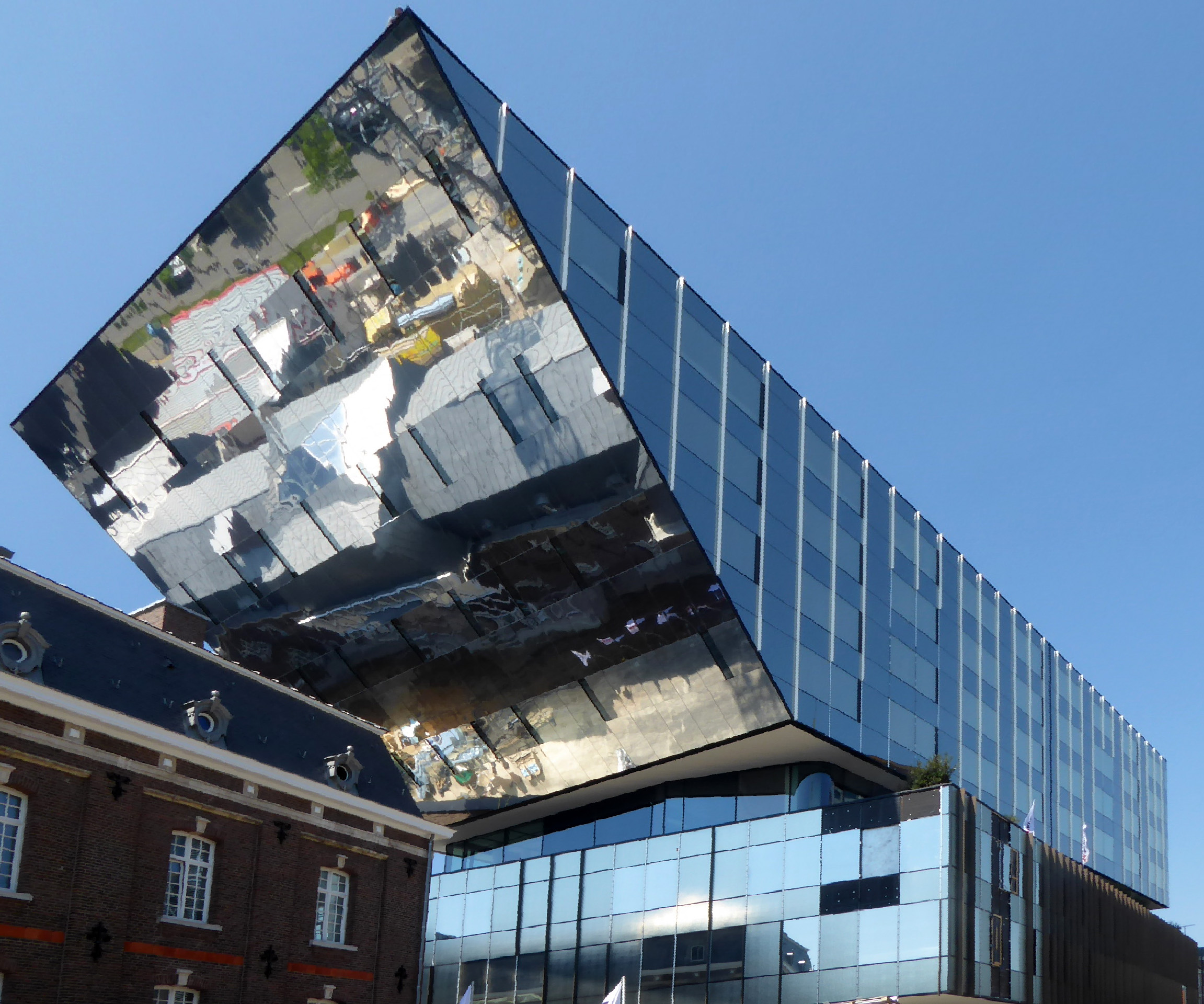
Het nieuwe stadhuis van Hasselt

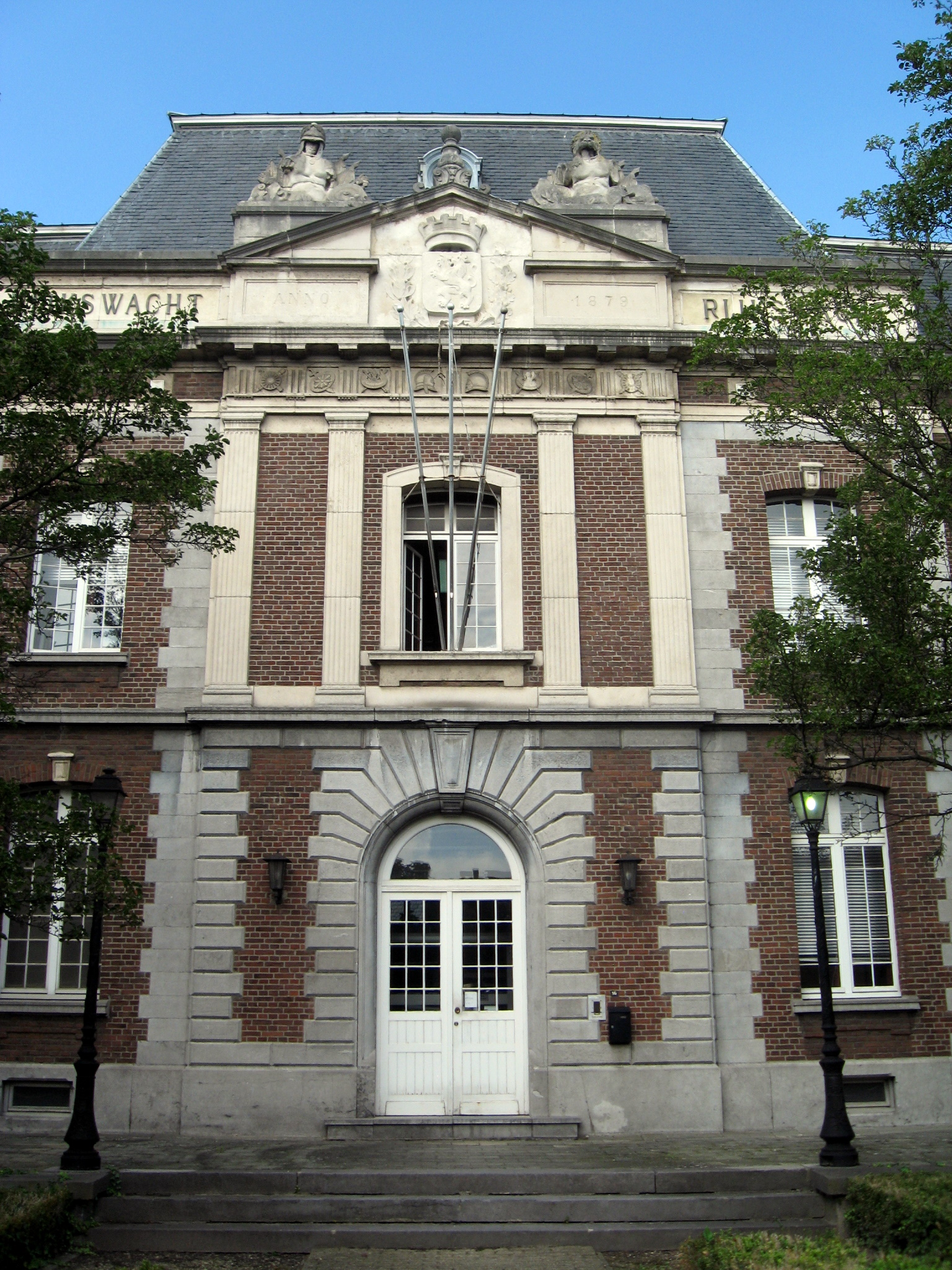
De Rijkswachtkazerne aan de Guffenslaan

Het stadhuis van Hasselt, ook wel Stadskantoor genoemd, is een stadhuis in de Belgische stad Hasselt. Het stadhuis opende in 2018 en dient ter vervanging van het Oud Stadhuis van Hasselt. De stads- en OCMW-diensten van Hasselt bevinden zich in het stadhuis.
Het gebouw ligt aan het Limburgplein en bestaat uit twee delen:
- Het Schip (’t Scheep)
- Rijkswachtkazerne (Kezerreme)

De gehele site van het nieuwe Hasseltse stadhuis draagt de naam Obbe Beek (Op de Beek), verwijzend naar de naam van de buurt aan de Helbeek waarlangs Hasselt zou zijn ontstaan.

## Geschiedenis
Omdat het Oud Stadhuis aan het Groenplein te klein was geworden om alle gemeentelijke diensten te huisvesten, en deze op een zestal plaatsen over de stad verspreid waren, besloot men in 2013 om nieuwbouw te verrichten. Men koos voor de kruising van de Guffenslaan en de Sint-Jozefsstraat, waar het Limburgplein werd aangelegd. De Rijkswachtkazerne, aan deze kruising gelegen, werd gerenoveerd en met moderne nieuwbouw uitgebreid. Dit nieuwe stadskantoor, ’t Scheep genaamd, opende in 2018.
De oude stads- en OCMW-gebouwen aan het Groenplein, de Dokter Willemsstraat, de Thonissenlaan en de Ridder Portmansstraat krijgen nieuwe sociaal-culturele en woonbestemmingen.

## Rijkswachtkazerne
Naast nieuwbouw omvat het nieuwe stadhuis van Hasselt ook de Hasseltse Rijkswachtkazerne. In het Hasselts stadsdialect staat dit gebouw als 'Kezerreme' bekend. De neoklassieke Rijkswachtkazerne ligt aan de Guffenslaan (R70) en dateert uit 1879.

## Nieuwbouw
De nieuwbouw van het Hasseltse stadhuis telt zeven verdiepingen en heeft de opvallende vorm van een schip, vanwaar de bijnaam ’t Scheep. Het gebouw is ontworpen met een focus op duurzaamheid en energie-efficiëntie, met onder andere zonnepanelen en regenwaterrecuperatiesystemen.

## Gebruik en Bezoekers
Sinds de opening in 2018 heeft het stadhuis zich ontwikkeld tot een belangrijk centrum voor gemeentelijke en sociale diensten. Het stadhuis heeft ook verschillende culturele evenementen en tentoonstellingen georganiseerd, wat het gebouw tot een levendig onderdeel van de stad maakt.

## Erkenningen
Het ontwerp van het stadhuis is door verschillende architectuurkritici geprezen en werd genomineerd voor de Belgische Bouwprijs in 2019 voor zijn innovatieve architectuur en integratie van historische en moderne elementen.